# Anatolikon
Das Thema Anatolikon (altgriechisch Ἀνατολικόν [θέμα], Anatolikón [Théma]), auch bekannt als Thema der Anatoliken (altgriechisch θέμα Ἀνατολικῶν, théma Anatolikōn), war ein byzantinisches Thema im zentralen Kleinasien (heutige Türkei). Nach der Aufspaltung des Themas Opsikion in der Mitte des 8. Jahrhunderts war es das wichtigste byzantinische Thema.

## Geschichte
Das exakte Datum der Einrichtung des Themas ist unbekannt. Zusammen mit den anderen drei ursprünglichen Themen entstand es in der Mitte des 7. Jahrhunderts als neuer Aufstellungsraum für die geschlagenen Überreste der oströmischen Armee, die sich angesichts der Islamischen Expansion nach Kleinasien zurückgezogen hatte. Das Thema erhielt seinen Namen von den „Anatoliken“, also den Truppen des magister militum per Orientem (lateinisch Oriens; altgriechisch Άνατολῆ, Anatolē), die sich dorthin zurückzogen. Als Thema wird es erstmals 669 erwähnt, wobei das exercitus Orientalis (die Armee des östlichen Heermeisters) noch bis 687 verzeichnet wird. Der Übergang von einem provisorischen Rückzugsraum zu einem dauerhaften Verwaltungs- und Militärbezirk dürfte sich schleichend vollzogen haben.
Weil es direkt an das feindliche muslimische Kalifat angrenzte und von den Kaisern der Syrischen Dynastie unterstützt wurde, war das Thema Anatolikon das wichtigste im byzantinischen Reich (siehe unten). Die versammelte Machtfülle in diesem Thema bedeutete aber auch eine Gefahr für den Kaiser: von einer ersten Revolte wird bereits 681 berichtet, und 714 schaffte es der damalige Stratēgos des Anatolikon, Leo der Isaurier, sich selbst zum Kaiser zu machen (Leo III.). Ein anderer Stratēgos, Bardanes Turkos, rebellierte 803. Umgekehrt fand 742 Konstantin V. dort Zuflucht und Unterstützung im Kampf gegen den Usurpator Artabasdos.
Die letzte Erwähnung des anatolischen Themas in den Quellen gehört in das Jahr 1077, als sich dessen Stratēgos, Nikephoros Botaneiates, zum Kaiser ausrufen ließ. Wenig später fiel das gesamte Gebiet an die Seldschuken.

## Geographie und Verwaltung

Die byzantinischen Themen etwa 842

In seiner „klassischen Ausdehnung“ im 8. und 9. Jahrhundert umfasste das Thema die antiken Regionen Lykaonien, Pisidien, Isaurien sowie den Großteil Phrygiens und Teile von Galatia Salutaris. Ursprünglich beinhaltete es auch die westliche und südliche Küste von Kleinasien, diese wurden aber etwa um 720 abgespalten und zum Thema der Thrakesier und dem Thema der Kibyrrhaioten umgestaltet. Unter Kaiser Theophilos (regierte 829–842) wurden die südöstlichen Bereiche des Themas, die an das islamische Kalifat grenzten und die Festungen, die die Kilikische Pforte bewachten,  beinhalteten, in die neuen Grenzdistrikte (Kleisourai) Kappadokien und Seleukeia umgeformt. Kaiser Leo VI. unterstellte später das Gebiet westlich des Tuz-Sees dem Thema von Kappadokien.
Die Hauptstadt des Themas war Amorion bis zur Plünderung von Amorion im Jahr 838. Danach wurde der Sitz des Stratēgos wahrscheinlich in das nahe Polybotos verlegt. Die spätantike städtische Produktion litt beträchtlich unter den arabischen Attacken und dem allgemeinen Niedergang der Urbanisierung, die Städte im Inneren des Themas überlebten aber in reduzierter Form. Die Städte des östlichen Kappadokiens (die antike Provinz Cappadocia Secunda), die an das islamische Kalifat grenzten, wurden zerstört, ebenso Antiochia in Pisidien.
Den arabischen Geographen Qudama ibn Ja’far und Ibn al-Faqih zufolge konnte das Thema von Anatolien, „die größte von allen Provinzen der Rhomäer“, im 9. Jahrhundert 15.000 Soldaten ins Feld führen und besaß 34 Festungen. Sein befehlshabender Stratēgos, der erstmals 690 erwähnt wird, war der höchstgestellte aller seiner Kollegen. Das Amt des Stratēgos der Anatoliken war eines der wenigen, das ausdrücklich nicht von Eunuchen bekleidet werden durfte. Dem Stratēgos standen jährlich 40 Pfund Gold sowie der Titel eines Patrikios, Anthypatos und Protospatharios zu.